# Myrne (Krym)
Myrne (ukr. Мирне, ros. Мирное, Mirnoje) – wieś na Ukrainie, w Autonomicznej Republice Krymu (de iure stanowiącej integralną część państwa ukraińskiego, w 2014 anektowanej przez Rosję i odtąd funkcjonującej jako Republika Krymu), w rejonie symferopolskim. W 2001 liczyła 8468 mieszkańców. Według spisu ludności przeprowadzonego przez okupacyjne władze rosyjskie populacja wsi w 2014 wynosiła 9284, a w 2021 - 10 921 osób.